# 足立内仁章
足立内仁章（あだち さとし、1964年 - ）は大阪市阿倍野区出身のテレビドラマ演出家、映画監督。

## フィルモグラフィ

### 劇映画
- 紅い襷 富岡製糸場物語（2017年）
- メッセージ　Episode1 みえちゃんからの伝言
- スクール・オブ・ナーシング（2016年）
- ハッピールーサー〜愛すべきダメ男たち〜「NATO」

### テレビドラマ
- 聖アリス学園「水着アタックでビーチを救え！」(2002)
- TEACUPS(2001)
- TBS深夜の星「AV女優になった理由」(2001)
- D-girls アイドル探偵三姉妹物語(2001)
- ラスト・アライブ(2001)
- グランドレスサスピション2(2001)
- G-taste(2001)
- グランドレスサスピション(2001)
- ハッピィサルベージ(2000)
- 風の娘たち(1998)
- 亀中教師ご一行様(1996)
- 東京天使(1996)

### インターネットドラマ
- ソネットM3メディシネマ｢ＮＯＴＥＳ｣(2005)
- CMサイト「甘口カレーは切ない」

### GAME
- DVD-GAME「スワンズソング」

### VIDEO
- ｢椎名ゆか・SOUTHWIND｣
- ｢青山みなみ・PURESWEETS｣
- ｢PURESMILE・麻生ありさ｣
- 「仲根かすみ・ハタチの想い」
- 「仲根かすみ・わんわんマニュアル」